# Discografia de Prince Royce
A discografia de Prince Royce, um cantor-compositor americano, consiste de dois álbuns de estúdio,   três vídeos musicais e oito singles (incluindo dois como artista convidado). O seu álbum de estreia, Prince Royce foi lançado em março de 2010 e atingiu a 77ª posição na tabela musical dos Estados Unidos, Billboard 200, além da primeira posição nos gráficos latinos Latin Álbuns e Tropical Álbuns. O artista obteve populariade internacional com as canções "Standy by Me" e "Corazón Sin Cara", que serviram como os dois primeiros singles e entraram nas listas dos gráficos latinos dos Estados Unidos.
Ao longo de 2011, duas parcerias foram lançadas, "Ven Conmigo" com Daddy Yankee e "El Verdadero Amor Perdona" com Maná. Este ultimo, se tornou a primeira canção de Royce a entrar na Billboard Hot 100. Em abril de 2012,  foi distribuído o segundo disco do cantor, Phase II. O disco contou com um bom desempenho comercial alcançando a décima sexta posição na Billboard 200, e a primeira posição no Tropical Álbuns e Latin Álbuns. "Las Cosas Pequeñas" foi lançado como primeiro single e desempenhou-se na primeira posição das paradas latinas, além da décima quinta no gráfico Heatseekers Songs.

## Álbuns de estúdio
| Ano  | Álbum | Melhores posições | Melhores posições | Melhores posições | Vendas e Certificações       |
| Ano  | Álbum | EUA               | Latin Álbuns      | MEX               | Vendas e Certificações       |
| ---- | --- | ----------------- | ----------------- | ----------------- | ---------------------------- |
| 2010 | Prince Royce - Lançamento: 2 de Março de 2010 - Gravadora: Top Stop Music - Formatos: CD, download digital      | 77                | 1                 | 22                | - - RIAA 8× Platina          |
| 2012 | Phase II - Lançamento: 10 de Abril de 2012 - Gravadora: Top Stop Music - Formatos: CD, download digital         | 16                | 1                 | –                 | - - RIAA Platina             |
| 2013 | Soy el Mismo - Lançamento: 08 de Outubro de 2013 - Gravadora: Sony Music Latin - Formatos: CD, download digital | 14                | 1                 | 4                 | - - RIAA 4× Platina - : Ouro |
| 2015 | Double Vision - Lançamento: 14 de julho de 2015 - Gravadora: RCA Records - Formatos: CD, download digital       | 21                | –                 | 39                |                              |
| 2017 | Five - Lançamento: 24 de febreiro de 2017 - Gravadora: RCA Records - Formatos: CD, download digital             | 25                | 1                 | –                 | - - RIAA 3× Platina          |

## Singles

### Como artista principal
| Ano  | Titulo                 | Melhores posições | Melhores posições | Melhores posições | Melhores posições | Melhores posições | Album        |
| Ano  | Titulo                 | EUA               | Latin             | Tropical          | Latin Pop         | Heatseekers       | Album        |
| ---- | ---------------------- | ----------------- | ----------------- | ----------------- | ----------------- | ----------------- | ------------ |
| 2010 | "Standy by Me"         | 109               | 8                 | 1                 | 9                 | 15                | Prince Royce |
| 2010 | "Corazón Sin Cara"     | 103               | 1                 | 1                 | 2                 | 9                 | Prince Royce |
| 2011 | "El Amor Que Perdimos" | -                 | 16                | 17                | 11                | -                 | Prince Royce |
| 2011 | "Mi Ultima Carta"      | -                 | 19                | 4                 | 17                | -                 | Prince Royce |
| 2011 | "Addicted"             | -                 | -                 | -                 | -                 | -                 | Phase II     |
| 2012 | "Las Cosas Pequeñas"   | 108               | 1                 | 1                 | 1                 | 15                | Phase II     |
| 2012 | "Incondicional"        | 110               | 1                 | 8                 | -                 | 11                | Phase II     |

### Como artista convidado
| Ano  | Titulo                                                         | Melhores posições | Melhores posições | Melhores posições | Melhores posições | Melhores posições | Vendas e Certificações                 | Album            |
| Ano  | Titulo                                                         | Latin             | Latin Songs       | Tropical          | ESP               | MEX               | Vendas e Certificações                 | Album            |
| ---- | -------------------------------------------------------------- | ----------------- | ----------------- | ----------------- | ----------------- | ----------------- | -------------------------------------- | ---------------- |
| 2011 | "Ven Conmigo" (Daddy Yankee com Prince Royce)                  | 9                 | –                 | 2                 | –                 | 23                |                                        | Prestige         |
| 2011 | "El Verdadero Amor Perdona" (Maná com Prince Royce)            | 1                 | –                 | 1                 | 35                | 1                 |                                        | Drama y Luz      |
| 2013 | "Te Perdiste Mi Amor" (Thalía com Prince Royce)                | 4                 | –                 | 7                 | –                 | 1                 | - : 2× Platina + Ouro                  | Habítame Siempre |
| 2014 | "Te Dar um Beijo" (Michel Teló com Prince Royce)               | –                 | –                 | –                 | –                 | —                 |                                        | —                |
| 2015 | "Que Cosas Tiene el Amor" (Antony Santos com Prince Royce)     | –                 | –                 | 1                 | –                 | —                 |                                        | —                |
| 2017 | "Sensualidad" (com J Balvin y Bad Bunny)                       | –                 | –                 | –                 | –                 | —                 | - : 3× Platina                         | —                |
| 2017 | "100 Años" (Ha*Ash com Prince Royce)                           | 24                | 50                | –                 | –                 | 1                 | - : 3× Platina - : Ouro - : 2× Platina | 30 de febrero    |
| 2018 | "No Love" (com Noriel y Bryant Myers)                          | –                 | –                 | –                 | –                 | –                 |                                        | Trap Capos II    |
| 2018 | "Quiero Saber" (Pitbull com Ludacris e Prince Royce)           | –                 | –                 | –                 | –                 | –                 |                                        | —                |
| 2018 | "Bubalu" (DJ Luian, Mambo Kingz, Anuel, Becky G, Prince Royce) | 48                | –                 | –                 | –                 | –                 |                                        | —                |
| 2018 | "Llegaste Tú" (com CNCO)                                       | 42                | –                 | –                 | –                 | –                 |                                        | —                |

## Vídeos musicais
| Ano  | Titulo               | Director(es)   |
| ---- | -------------------- | -------------- |
| 2010 | "Stand by Me"        | Danny Hastings |
| 2010 | "Corazón Sin Cara"   | Danny Hastings |
| 2012 | "Las Cosas Pequeñas" | Carlos Perez   |
| 2012 | "Incondicional"      | Pablo Croce    |

### Outras aparições
| Ano  | Artista      | Titulo  | Album      |
| ---- | ------------ | ------- | ---------- |
| 2011 | Luis Enrique | "Sabes" | Soy y Seré |